# ساموئل مارتین جردن
ساموئل مارتین جردن (به انگلیسی: Samuel Martin Jordan) (۱۸۷۱–۱۹۵۲) معلم و مبلغ مسیحی آمریکایی بود. وی از سال ۱۸۹۹ تا سال ۱۹۴۰ ریاست کالج آمریکایی تهران (دبیرستان البرز) را به عهده داشت. او بانی و سازنده دبیرستان البرز و مدرسه دخترانه آمریکایی تهران است.
خیابان جردن تهران (بعدها بزرگراه آفریقا) به افتخار وی نامگذاری گردید.

## زندگی
جردن در سال ۱۸۷۱ در نزدیکی شهر یورک در پنسیلوانیا به دنیا آمد. پس از تحصیل در دبستان و دبیرستان در سال ۱۸۹۵ از کالج لافایت درجه B.A (لیسانس) گرفت. در سال ۱۸۹۸ درجه کارشناسی ارشد علوم الهی (M.A) از دانشگاه پرینستون را دریافت کرد. در سال ۱۹۱۶ کالج لافایت او را با درجه D.D (دکتر در حکمت و فلسفه) به رسمیت شناخت و در سال ۱۹۳۵ میلادی از کالج واشینگتن و جفرسون با درجهٔ دکترای حقوق نائل شد.
جردن در سال ۱۸۹۸ (۱۲۷۸ خورشیدی) به ایران آمد و یک سال بعد ریاست مدرسه را به عهده گرفت. در سال ۱۹۱۳ (۱۲۹۲ شمسی)، با راه‌اندازی کلاس‌های پایانی، دورهٔ دوازده‌سالهٔ دبیرستان به‌طور کامل تکمیل شد.در سال ۱۹۱۸ (۱۲۹۷) اولین ساختمان شبانه‌روزی که در آن زمان، سالن مک‌کورمیک (Maccormick Hall) نامیده می‌شد و یک ساختمان دیگر پایان یافت.
به پاس خدمات فرهنگی وی در ساخت دبیرستان البرز، در دوران قاجار و پهلوی، دو مدال و نشان به او اعطا شد:
- سال ۱۳۰۰ وی یک قطعه نشان و مدال درجه دوم علمی
- سال ۱۳۱۹ وی و همسرش به دریافت نشان درجه یک علمی دیگر مفتخر شدند.

ساموئل ام جردن، در سال ۱۳۱۹ خورشیدی از ایران به آمریکا بازگشت. جردن پس از بازگشت به آمریکا، در سال ۱۳۲۳، دوباره به ایران آمد و مورد استقبال شاگردان و مریدانش قرار گرفت. او ایران را وطن دوم خود می‌نامید و همواره از آن به نیکی یاد می‌کرد. وی در سال ۱۳۳۳، در ۸۱ سالگی در آمریکا در گذشت.
در سال ۱۳۲۶، مراسمی به یاد او و برای بزرگداشت او در تالار دبیرستان البرز برگزار شد و نیم تنه سنگی وی را که استاد ابوالحسن صدیقی تراشیده بود، در کنار در ورودی آن نصب کردند. این پیکره بعداً به کتابخانه دانشگاه صنعتی امیرکبیر منتقل گردید.
بلوار نلسون ماندلا در شمال تهران، در زمان حکومت پهلوی، به یادبود وی خیابان جردن نام گرفته بود، نامی که هنوز هم به‌طور غیررسمی کاربرد دارد.
کتابی به نام «روش دکتر جردن» به قلم شکرالله ناصر در دیماه ۱۳۲۳ در تهران منتشر شده که در آن به شیوه کار وی و اداره دبیرستان پرداخته است.

## مرکز ایران‌شناسی دانشگاه یوسی‌آی
مرکز ایران‌شناسی دانشگاه کالیفرنیا در ارواین در سال ۲۰۰۶ میلادی به همت یک ایرانی-آمریکایی به نام فریبرز مسیح و به نام «ساموئل ام جردن» تأسیس شد. هم‌اکنون مرکز ایران‌شناسی دانشگاه کالیفرنیا در ارواین دارای ۳ دوره تحصیلی و یک مرکز مطالعاتی در دانشکده علوم انسانی دانشگاه یوسی‌آی است.

## از دیگر بزرگان دربارهٔ او
ملک‌الشعرای بهار دربارهٔ او سروده است:

تا کشور ما جایگه جردن شد
بس خارستان کز مددش گلشن شد
این باغ هنر که دور از او بود، کنون
چشمش به جمال باغبان روشن شد

و نیز:

نادانی چیست جز به غفلت مردن؟
باید به علاج از این مرض جان بردن
گفتم که طبیب درد نادانی کیست؟
پیر خردم گفت که جردن، جردن!